# Постійна часу
Постійна часу — характеристика експоненціального процесу, що визначає час, через який амплітуда процесу впаде в «е» раз.

## В радіотехніці
Для процесу спадання сигналу стала часу характеризує час, за який амплітуда зменшиться до 1/e від свого початкового стану, що становить приблизно 36,8.
У радіотехніці постійна часу характеризує тривалість протікання перехідного процесу. Зазвичай, це той проміжок часу, протягом якого вихідна реакція схеми на вхідний одиничний стрибок досягає (1-1/e) від свого кінцевого значення, що становить приблизно 63,2.
Постійна часу пов'язана з граничною частотою, або з частотою пропускання фільтрів низьких та високих частот.
{\displaystyle F_{gr}={1 \over \tau }}